# Unterseeboot 48 (1939)
Pour les articles homonymes, voir Unterseeboot 48.
 (avril 2023).
L'Unterseeboot 48 ou U-48 est un sous-marin allemand (U-boot) de type VII.B construit pour la Kriegsmarine pendant la Seconde Guerre mondiale.
Ce sous-marin a obtenu le meilleur palmarès de tous les U-Boote de la Seconde Guerre mondiale. Lors de douze missions, il a coulé cinquante-deux navires, ce qui représente un total de 307 935 tonneaux de navires civils et militaires coulés. Il a également endommagé un voilier de guerre et trois autres navires, pour un tonnage de 20 480 tonneaux.
Le 3 mai 1945, pour éviter sa capture et pour répondre aux ordres de l'amiral Karl Dönitz de l'Opération Regenbogen, il est sabordé dans la baie de Kupfermühle au large de Neustadt in Holstein à la position géographique de 54° 07′ N, 10° 50′ E.

## Caractéristiques
Le navire appartient à la série VII B. Il faisait 70,6 m de long.

### Armement
L'armement comprenait un canon de marine de 88 mm sur le pont avant, un canon antiaérien de 20 mm, quatre tubes lance-torpilles à l'avant et un à l'arrière.
Théoriquement, il pouvait emporter quatorze torpilles. Dans les faits, l'armement variait en fonction des combinaisons faites entre les torpilles et les mines.

### Équipage
L'équipage comprenait quarante-quatre hommes, tout grades confondus.

## Histoire

### Construction
Le contrat de construction du bateau est établi le 21 novembre 1936 et attribué au chantier de Friedrich Krupp Germaniawerft AG, basé à Kiel. La quille est posée le 10 mars 1937, le lancement a lieu le 8 mars 1938 et la mise en service le 22 avril 1939 par le capitaine-lieutenant Herbert Schultze,.

### Seconde Guerre mondiale
Le navire est affecté le 31 décembre 1939 à la 7. Unterseebootsflottille, basée à Kiel.

#### Première mission
Le navire part le 19 août 1939 à minuit de Kiel et revient le 17 septembre 1939 à 5 h 50. Durant ces 30 jours dans l'Atlantique Nord, il patrouille au sud-ouest de l'Irlande et dans le banc de Rockall. Trois navires sont coulés pour un tonnage de 14 777 tonneaux.
- 5 septembre 1939 : naufrage du bateau à vapeur britannique Royal Sceptre (4 853 tonneaux) par une torpille. Il transportait du blé et du maïs de Rosario à Belfast. Un mort.
- 8 septembre 1939 : naufrage du bateau à vapeur britannique Winkleigh (5 055 tonneaux) par une torpille. Il transportait des céréales et du bois de Vancouver en passant par le Panama vers Manchester. Aucun mort, 38 survivants.
- 30 septembre 1939 : naufrage du bateau à vapeur britannique Firby (4 869 tonneaux) par une torpille. Il était vide, il allait de Tyne and Wear à Churchill (Manitoba). Aucun mort, 34 survivants.

#### Deuxième mission
Le navire part le 4 octobre à 1h00 de Kiel et revient le 25 octobre 1939 à 9 h 45. Durant ces 22 jours dans l'Atlantique Nord, il navigue au sud-ouest de l'Irlande et dans le banc de Rockall, cinq navires sont coulés pour un tonnage de 37 153 tonneaux.
- 12 octobre 1939 : naufrage du pétrolier français Émile Miguet (14 115 t) par une torpille et des tirs d'artillerie. Il transportait 137 000 barils de pétrole et d'essence de Corpus Christi (États-Unis) et Kingston (Jamaïque) au Havre.
- 13 octobre 1939 : naufrage du bateau à vapeur britannique Heronspool (5 202 t) par une torpille. Il transportait 8 000 tonnes de charbon de Swansea à Montréal. Aucun mort.
- 13 octobre 1939 : naufrage du bateau à vapeur français Louisiane (6 903 t) par des tirs d'artillerie. Il transportait des marchandises d'Anvers à La Havane. Aucun mort.
- 14 octobre 1939 : naufrage du bateau à vapeur britannique Sneaton (3 677 t) par une torpille. Il transportait 4 300 tonnes de charbon de Cardiff à Rio de Janeiro. Aucun mort.
- 17 octobre 1939 : naufrage du bateau à vapeur britannique Clan Chisholm (7 256 t) par une torpille. Il transportait 2 500 tonnes de marchandises diverses, noix de coco, coton, jute et thé de Calcutta à Liverpool et Glasgow. 4 morts et 74 survivants.

#### Troisième mission
Le navire part le 20 novembre à 22 h de Kiel et revient le 20 décembre 1939. Durant ces 31 jours dans l'Atlantique Nord, il se rend aux Orcades et dans la Manche. Quatre navires sont coulés pour un tonnage de 25 638 tonneaux.
- 27 octobre 1939 : naufrage du navire-citerne suédois Gustav E. Reuter (6 336 t) par une torpille . Il était vide et allait de Suède à Curaçao. Aucun mort.
- 8 décembre 1939 : naufrage du bateau à vapeur britannique Brandon (6 668 t) par une torpille. Il était vide et allait de Cardiff à Port Everglades. Neuf morts.
- 9 décembre 1939 : naufrage du navire-citerne britannique San Alberto (7 397 t) par une torpille. Il était vide et allait de Firth of Clyde à Trinité-et-Tobago. Un mort et 36 survivants.
- 15 décembre 1939 : naufrage du bateau à vapeur grec Germaine (5 217 t) par une torpille. Il transportait du maïs d'Albany (Australie) à Cork. Aucun mort.

#### Quatrième mission
Le navire part le 24 janvier 1940 à 22 h de Kiel et revient le 26 février 1940 à  17 h. Durant ces  28 jours dans l'Atlantique Nord, quatre navires sont coulés pour un tonnage de 31 526 tonneaux.
- 10 février 1940 : naufrage du bateau à vapeur néerlandais Burgerdijk (6 853 t) par une torpille. Il transportait du maïs et du soja de new York à Rotterdam. Aucun mort.
- 14 février 1940 : naufrage du bateau à vapeur britannique Sultan Star (12 306 t) par une torpille. Il transportait 7 803 tonnes de viande de Buenos Aires à Liverpool. Aucun mort,  73 survivants.
- 15 février 1940 : naufrage du navire-citerne néerlandais Den Haag (8 971 t) par une torpille. Il transportait 11 800 tonnes d'huile d'Aruba et New York à Rotterdam. Aucun mort.
- 17 février 1940 : naufrage du bateau à vapeur finlandais Wilja (3 396 t) par une torpille. Il transportait du tabac, du raisin sec, du blé et de la térébenthine de Savannah (Géorgie) à Rotterdam. Aucun mort,  27 survivants.

#### Cinquième mission
Le navire part le 3 avril 1940 à  19 h de Kiel dans le cadre de l'opération Weserübung et revient le 20 avril 1940 à 9 h 5. Durant ces 28 jours dans l'Atlantique Nord, aucun navire coulé ou endommagé.

#### Sixième mission
Le navire part le 26 mai 1940 à 0 h 3 de Kiel et revient le 29 juin 1940 à 23 h 42. Durant ces 35 jours dans l'Atlantique Nord, il va dans le golfe de Gascogne et au cap Finisterre, sept navires sont coulés pour un tonnage de 31 533 tonneaux et un navire de 5 888 t endommagé.
- 5 juin 1940 : naufrage du bateau à vapeur britannique Stancor (798 t) par des tirs d'artillerie. Il transportait 300 tonnes de poisson de Reykjavik à Fleetwood (Lancashire). Aucun mort, 19 survivants.
- 7 juin 1940 : naufrage du bateau à vapeur britannique Frances Massey (4 212 t) par une torpille. Il transportait 7 500 tonnes de minerai de fer de Conception Bay South à Glasgow. 34 morts, aucun survivant.
- 7 juin 1940 : dommages au bateau à vapeur britannique Eros (5 888 t) par des tirs d'artillerie. Il transportait des marchandises de Montréal à Liverpool. Aucun mort, 62 survivants.
- 11 juin 1940 : naufrage du bateau à vapeur grec Violando N. Goulandris (3 598 t) par une torpille. Il était vide et allait de Santa Fe (Argentine) à Waterford (Irlande). 7 morts, 22 survivant.
- 12 juin 1940 au 15 juin 1940 : participe au wolfpack Rösing avec quatre autres sous-marins (quatre navires coulés par les U-101 et U-46 (18,071 tonnes)).
- 19 juin 1940 : naufrage du bateau à moteur norvégien Tudor (6 607 t) par une torpille. Il transportait 4 500 tonnes d'acier de Sydney à Liverpool. Un mort, 39 survivants.
- 19 juin 1940 : naufrage du bateau à vapeur britannique British Monarch (5 661 t) par une torpille. Il transportait 8 200 tonnes de minerai de fer de Béjaïa à Glasgow. 40 morts.
- 19 juin 1940 : naufrage du bateau à vapeur britannique Baron Loudoun (3 164 t) par une torpille. Il transportait 5 050 tonnes de minerai de fer de Bona à Barrow-in-Furness. 3 morts, 30 survivants.
- 20 juin 1940 : naufrage du navire-citerne néerlandais Moordrecht (7 493 t) par une torpille. Il transportait 10 200 tonnes d'essence de Port Arthur (Texas) à La Corogne. Ce navire venait du convoi HX 49.

#### Septième mission
Le navire part le 7 août 1940 à 14 h de Kiel et revient le 28 août 1940 à 22 h 45 à Lorient. Durant ces 22 jours dans l'Atlantique Nord et le Canal du Nord (îles Britanniques), cinq navires sont coulés pour un tonnage de 29 168 tonneaux.
- 16 août 1940 : naufrage du bateau à vapeur suédois Hedrun (2 325 t) par une torpille. Il transportait 3 009 tonnes de charbon de Swansea à Newport. 10 morts, 20 survivants.
- 19 août 1940 : naufrage du bateau à vapeur belge Ville de Gand (7 590 t) par trois torpille. Il transportait 1 000 tonnes d'obus de Liverpool à New York. 15 morts, 38 survivants.
- 24 août 1940 : naufrage du navire-citerne britannique La Brea (6 666 t) par une torpille. Il transportait 9 410 tonnes de fioul d'Aruba à Dundee. 2 morts, 31 survivants.
- 25 août 1940 : naufrage du navire-citerne britannique Athelcrest (6 825 t) par une torpille. Il transportait du diesel d'Aruba à Londres. 30 morts, 6 survivants.
- 25 août 1940 : naufrage du bateau à vapeur britannique Empire Merlin (5 763 t) par une torpille. Il transportait 6 830 tonnes de soufre de Paroisse Plaquemine à Kingston-upon-Hull. 35 morts, aucun survivant.

#### Huitième mission
Le navire part le 8 septembre 1940 à 20 h de Lorient et revient le 25 septembre 1940 à 10 h 24. Durant ces 18 jours dans l'Atlantique Nord, le Canal du Nord (îles Britanniques) et aux Hébrides extérieures, six navires sont coulés pour un tonnage de 33 358 tonneaux et deux navires de 6 916 t endommagés.
- 15 septembre 1940 : Naufrage du sloop britannique HMS Dundee (L84) (en) (1 060 t) par une torpille.
- 15 septembre 1940 : dommages sur le bateau à vapeur britannique Kenordoc (1 780 t) par une torpille. Ce bateau sera coulé par le U-99 le même jour.
- 15 septembre 1940 : naufrage du bateau à vapeur britannique Empire Volunteer (5 319 t) par une torpille. Il transportait 7 700 tonnes de minerai de fer de Wabana (Conception Bay) à Glasgow. 6 morts, 33 survivants.
- 15 septembre 1940 : naufrage du bateau à vapeur grec Alexandros (4 343 t) par une torpille. Il transportait 4 500 tonnes de bois et de papier de Montréal à Sherpness. 5 morts, 25 survivants.
- 18 septembre 1940 : naufrage du paquebot anglais City of Benares (11 081 t) par une torpille. Il transportait 406 passagers et membres d'équipage de Liverpool à Québec et à Montréal. 248 personnes trouvent la mort dont le commandant, 77 enfants britanniques et le journaliste et avocat allemand Rudolf Olden. 158 passagers et membres d'équipage ont été sauvés.
- 18 septembre 1940 : naufrage du bateau à vapeur britannique Marina (5 088 t) par une torpille. Il transportait 5 700 tonnes de marchandises et de charbon de Glasgow à Buenos Aires. 2 mort, 37 survivants.
- 18 septembre 1940 : naufrage du bateau à vapeur britannique Magdalena (3 118 t) par une torpille. Il transportait 4 600 tonnes de minerai de fer de Saint-Jean de Terre-Neuve et Sydney (Nouvelle-Écosse) à Holyhead et Liverpool. 31 morts.
- 21 septembre 1940 : naufrage du bateau à vapeur britannique Blairangus (4 409 t) par une torpille. Il transportait du bois de Botwood à Methil (Écosse). 6 morts, 28 survivants.
- 21 septembre 1940 : dommages sur le bateau à vapeur britannique Broompark (5 136 t) par une torpille.

#### Neuvième mission
Le navire part le 5 octobre 1940 à 18h30 de Lorient et revient le 27 octobre 1940 à 10h45 à Kiel. Durant ces 22 jours dans l'Atlantique Nord, le Canal du Nord (îles Britanniques) et dans le banc de Rockall, sept navires sont coulés pour un tonnage de 43 106 tonneaux.
- 11 octobre 1940 : naufrage du bateau à moteur norvégien Brandanger (4 624 t) par une torpille. Il transportait 8 000 tonnes de bois et de métaux de Portland à Liverpool. 7 morts, 24 survivants.
- 11 octobre 1940 : naufrage du bateau à moteur britannique Port Gisborne (8 390 t) par une torpille. Il transportait 2 479 balles de laine, 200 balles de peaux de mouton, viande congelée et du fret d'Auckland via Halifax à Belfast et Liverpool. 26 morts, 38 survivants.
- 12 octobre 1940 : naufrage du navire-citerne norvégien Davanger (7 102 t) par une torpille. Il transportait 11 000 tonnes de fioul de Curaçao à Liverpool. 17 morts, 12 survivants.
- 17 octobre 1940 : naufrage du navire-citerne britannique Languedoc (9 512 t) par une torpille. Il transportait 13 700 tonnes de fioul de Trinidad à Sydney (Nouvelle-Écosse). Aucun mort, 39 survivants.
- 17 octobre 1940 : naufrage du bateau à vapeur britannique Scoresby (3 843 t) par une torpille. Il transportait du bois de Francis Harbour (Labrador) à Sydney (Nouvelle-Écosse). Aucun mort, 39 survivants.
- 18 octobre 1940 : naufrage du bateau à vapeur britannique Sandsend (3 612 t) par une torpille. Il transportait 4 350 tonnes de houille de Neath Port Talbot à Québec. 5 morts, 34 survivants.
- 20 octobre 1940 : naufrage du navire-citerne britannique Shirak (6 023 t) par une torpille. Il transportait 7 771 tonnes de kérosène d'Aruba via Halifax à Londres. Aucun mort, 37 survivants.

#### Dixième mission
Le navire part le 20 janvier 1941 à 10h00 de Kiel et revient le 27 février 1941 à Saint-Nazaire. Durant ces 34 jours dans l'Atlantique Nord, le Canal du Nord (îles Britanniques) et en Irlande, deux navires sont coulés pour un tonnage de 8 640 tonneaux.
- 1er février 1941 : naufrage du bateau à vapeur grec Nicolaos Angelos (4 351 t) par une torpille. Il allait de Mersey à New York. Aucun survivant.
- 24 février 1941 : naufrage du bateau à vapeur britannique Nailsea Lass (4 289 t) par une torpille. Il transportait 1 301 tonnes de charbon de bois, 1 041 de fonte brute, 300 de minerai de fer ainsi que du thé, du chènevis et du jute de Calcutta via Le Cap, Freetown et Oban (Écosse) à Londres. 5 morts, 29 survivants. Le capitaine et le chef mécanicien sont capturés et amenés à Saint-Nazaire.

#### Onzième mission
Le navire part le 17 mars 1941 à 18h30 de Saint-Nazaire et revient le 8 avril 1941 à 15h00. Durant ces 22 jours dans l'Atlantique Nord, au large de l'Irlande, quatre navires sont coulés pour un tonnage de 22 989 tonneaux.
- 29 mars 1941 : naufrage du bateau à vapeur britannique Germanic (5 352 t) par une torpille. Il transportait 7 982 tonnes de blé d'Halifax à Liverpool. 5 morts, 35 survivants.
- 29 mars 1941 : naufrage du bateau à vapeur belge Limbourg (2 438 t) par une torpille. Il transportait 3 450 tonnes de phosphate de Curaçao à Aberdeen. Seulement deux survivants.
- 29 mars 1941 : naufrage du bateau à vapeur britannique Hylton (5 197 t) par une torpille. Il transportait 6 900 tonnes de blé et 6 900 tonnes de bois de Vancouver via Panama et Halifax à Tyne. Aucun mort, trente-six survivants.
- 2 avril 1941 : naufrage du navire-citerne britannique Beaverdale (9 957 t) par une torpille et artillerie. Il allait de Saint-Jean (Nouveau-Brunswick) via Sydney (Nouvelle-Écosse) à Liverpool. 21 morts, 58 survivants.

#### Douzième mission
Le navire part le 22 mai 1941 à 20h50 de Saint-Nazaire et revient le 21 juin 1941 à 20h00 à Kiel. Durant ces 30 jours, quatre navires sont coulés pour un tonnage de 29 006 tonneaux et un bateau de 9 456 t endommagé.
- du 2 juin 1941 au 8 juin 1941 : participe au wolfpack West avec 22 autres sous-marins (33 navires coulés (191 414 t) et 4 navires endommagés (33 448 t)[3]).
- 3 juin 1941 : dommages sur le navire-citerne britannique Inversuir (9 456 t) par trois torpilles et de l'artillerie. Ce bateau est coulé par le U-75 le même jour.
- 5 juin 1941 : naufrage du navire-citerne britannique Wellfield (6 054 t) par trois torpilles. Il était vide et allait de Liverpool à Curaçao. 8 morts, 33 survivants.
- 6 juin 1941 : naufrage du bateau à vapeur britannique Tregarthen (5 201 t) par deux torpilles. Il transportait 7 800 tonnes de charbon de Cardiff à Kingston (Jamaïque). 45 morts, aucun survivant.
- 8 juin 1941 : naufrage du navire-citerne néerlandais Pendrecht (10 746 t) par trois torpilles. Il était vide et allait de Swansea à New York. 36 morts, aucun survivant.
- 12 juin 1941 : naufrage du bateau à vapeur britannique Empire Dew (7 005 t) par une torpille et de l'artillerie. Il était vide et allait de Tyne à Father Point (Nouveau-Brunswick). 23 morts, 20 survivants.

### Retrait du service actif
Le 1er juillet 1941, il quitte le service actif et devient un bateau de formation de la 26. Unterseebootsflottille à Pillau puis du 1er avril 1942 au 31 octobre 1943 bateau-école de la 21. Unterseebootsflottille, également à Pillau. 
Après sa mise hors service le 25 septembre 1943, il sert jusqu'à la fin de la guerre de bateau de formation au tir à la 3. U-Lehrdivision.

### Fin
Le sous-marin est sabordé le 3 mai 1945 sur ordre de l'amiral Karl Dönitz peu avant la capitulation de l'armée allemande.

## Affectations
- Unterseebootsflottille "Wegener" du 2 avril au 31 août 1939 à Kiel (service active)
- 7. Unterseebootsflottille du 1er septembre au 21 décembre 1939 à Kiel (service active)
- 7. Unterseebootsflottille du 1er janvier 1940 au 30 juin 1941 à Saint-Nazaire (service active)
- 26. Unterseebootsflottille du 1er juillet 1941 au 31 mars 1942 à Pillau (entrainement)
- 21. Unterseebootsflottille du 1er avril 192 au 31 octobre 1943 à Pillau (navire-école)

## Commandements
- Kapitänleutnant Herbert Schultze du 22 avril 1939 au 20 mai 1940
- Korvettenkapitän  Hans-Rudolf Rösing du 21 mai au 3 septembre 1940
- Kapitänleutnant Heinrich Bleichrodt du 4 septembre au 16 décembre 1940
- Kapitänleutnant Herbert Schultze du 17 décembre 1940 au 27 juillet 1941
- Oberleutnant zur See Siegfried Atzinger d'août 1941 à septembre 1942
- Oberleutnant zur See Diether Todenhagen du 26 septembre 1942 à octobre 1943

## Patrouilles
|       | Commandant                 | Départ           | Départ        | Arrivée           | Arrivée       | Jours     | Succès    |
| ----- | -------------------------- | ---------------- | ------------- | ----------------- | ------------- | --------- | --------- |
| 1     | Kptlt. Herbert Schultze    | 19 août 1939     | Kiel          | 17 septembre 1939 | Kiel          | 30 jours  | 14 777    |
| 2     | Kptlt. Herbert Schultze    | 4 octobre 1939   | Kiel          | 25 octobre 1939   | Kiel          | 22 jours  | 37 153    |
| 3     | Kptlt. Herbert Schultze    | 20 novembre 1939 | Kiel          | 20 décembre 1939  | Kiel          | 31 jours  | 25 618    |
| 4     | Kptlt. Herbert Schultze    | 24 janvier 1940  | Kiel          | 26 février 1940   | Kiel          | 34 jours  | 31 526    |
| 5     | Kptlt. Herbert Schultze    | 3 avril 1940     | Kiel          | 20 avril 1940     | Kiel          | 18 jours  |           |
| 6     | KrvKpt. Hans Rudolf Rösing | 26 mai 1940      | Kiel          | 29 juin 1940      | Kiel          | 35 jours  | 37 421    |
| 7     | KrvKpt. Hans Rudolf Rösing | 7 août 1940      | Kiel          | 28 août 1940      | Lorient       | 22 jours  | 29 168    |
| 8     | Kptlt. Heinrich Bleichrodt | 8 septembre 1940 | Lorient       | 25 septembre 1940 | Lorient       | 18 jours  | 39 554    |
| 9     | Kptlt. Heinrich Bleichrodt | 5 octobre 1940   | Lorient       | 27 octobre 1940   | Kiel          | 23 jours  | 43 106    |
| 10    | Kptlt. Herbert Schultze    | 20 janvier 1941  | Kiel          | 27 février 1941   | Saint-Nazaire | 39 jours  | 8 640     |
| 11    | Kptlt. Herbert Schultze    | 17 mars 1941     | Saint-Nazaire | 8 avril 1941      | Saint-Nazaire | 23 jours  | 22 989    |
| 12    | Kptlt. Herbert Schultze    | 22 mai 1941      | Saint-Nazaire | 17 juin 1941      | Bergen        | 27 jours  | 38 462    |
|       | Kptlt. Herbert Schultze    | 19 juin 1941     | Bergen        | 21 juin 1941      | Kiel          | 3 jours   |           |
| Total | Total                      | Total            | Total         | Total             | Total         | 325 jours | 328 414 t |

Note : Kptlt. = Kapitänleutnant - KrvKpt. = Korvettenkapitän

## Navires coulés
L'Unterseeboot 48 a coulé 51 navires marchands ennemis pour un total de 306 875 tonneaux, 1 navire de guerre de 1 060 tonnes et a endommagé 3 navires marchands ennemis pour un total de 20 480 tonneaux au cours des 12 patrouilles (325 jours en mer) qu'il effectua.
| Date              | Navire                   | Nationalité | Tonnage | Fait                                   | Position             | Décès |
| ----------------- | ------------------------ | ----------- | ------- | -------------------------------------- | -------------------- | ----- |
| 5 septembre 1939  | SS Royal Sceptre         | Royaume-Uni | 4 853   | Coulé                                  | 46° 14′ N, 14° 35′ O | 1     |
| 8 septembre 1939  | SS Winkleigh             | Royaume-Uni | 5 055   | Coulé                                  | 48° 04′ N, 18° 07′ O | 0     |
| 11 septembre 1939 | SS Firby                 | Canada      | 4 869   | Coulé                                  | 59° 24′ N, 13° 30′ O | 0     |
| 12 octobre 1939   | MV Emile Miguet          | France      | 14 115  | Coulé                                  | 50° 09′ N, 14° 30′ O | 2     |
| 12 octobre 1939   | SS Heronspool            | Royaume-Uni | 5 202   | Coulé                                  | 50° 08′ N, 14° 29′ O | 0     |
| 13 octobre 1939   | SS Louisiane             | France      | 6 903   | Coulé                                  | 50° 08′ N, 15° 12′ O | 1     |
| 14 octobre 1939   | SS Sneaton               | Royaume-Uni | 3 677   | Coulé                                  | 49° 03′ N, 13° 03′ O | 1     |
| 17 octobre 1939   | SS Clan Chisholm         | Royaume-Uni | 7 256   | Coulé                                  | 44° 34′ N, 13° 24′ O | 4     |
| 26 novembre 1939  | MT Gustaf E. Reuter      | Suède       | 6 336   | Coulé                                  | 59° 23′ N, 2° 02′ O  | 1     |
| 8 décembre 1939   | SS Brandon               | Royaume-Uni | 6 668   | Coulé                                  | 50° 17′ N, 8° 17′ O  | 9     |
| 9 décembre 1939   | MV San Alberto           | Royaume-Uni | 7 397   | Endommagé                              | 49° 12′ N, 9° 27′ O  | 1     |
| 15 décembre 1939  | SS Germaine              | Grèce       | 5 217   | Coulé                                  | 51° 00′ N, 12° 11′ O | 0     |
| 10 février 1940   | SS Burgerdijk            | Pays-Bas    | 6 853   | Coulé                                  | 49° 27′ N, 6° 18′ O  | 0     |
| 14 février 1940   | SS Sultan Star           | Royaume-Uni | 12 306  | Coulé                                  | 48° 32′ N, 10° 02′ O | 1     |
| 15 février 1940   | MV Den Haag              | Pays-Bas    | 8 971   | Coulé                                  | 48° 01′ N, 8° 16′ O  | 26    |
| 17 février 1940   | SS Wilja                 | Finlande    | 3 392   | Coulé                                  | 49° 00′ N, 6° 20′ O  | 0     |
| 6 juin 1940       | SS Stancor               | Royaume-Uni | 798     | Coulé                                  | 58° 29′ N, 8° 27′ O  | 0     |
| 6 juin 1940       | SS Frances Massey        | Royaume-Uni | 4 212   | Coulé                                  | 55° 20′ N, 8° 16′ O  | 34    |
| 7 juin 1940       | SS Eros                  | Royaume-Uni | 5 888   | Endommagé                              | 55° 20′ N, 8° 16′ O  | 0     |
| 11 juin 1940      | SS Violando N Goulandris | Grèce       | 2 375   | Coulé                                  | 44° 02′ N, 12° 18′ O | 6     |
| 19 juin 1940      | MV Tudor                 | Norvège     | 6 607   | Coulé                                  | 45° 06′ N, 11° 30′ O | 1     |
| 19 juin 1940      | SS Baron Loudoun         | Royaume-Uni | 3 164   | Coulé                                  | 45° 00′ N, 11° 13′ O | 3     |
| 19 juin 1940      | SS British Monarch       | Royaume-Uni | 5 661   | Coulé                                  | 45° 00′ N, 11° 13′ O | 40    |
| 20 juin 1940      | MV Moerdrecht            | Pays-Bas    | 7 493   | Coulé                                  | 43° 20′ N, 14° 12′ O | 25    |
| 16 août 1940      | SS Hedrun                | Suède       | 2 325   | Coulé                                  | 57° 06′ N, 16° 22′ O | 8     |
| 19 août 1940      | SS Ville de Gand         | Belgique    | 7 590   | Coulé                                  | 55° 17′ N, 15° 06′ O | 15    |
| 24 août 1940      | SS La Brea               | Royaume-Uni | 6 666   | Coulé                                  | 57° 14′ N, 11° 13′ O | 2     |
| 25 août 1940      | SS Empire Merlin         | Royaume-Uni | 5 763   | Coulé                                  | 58° 18′ N, 10° 09′ O | 35    |
| 25 août 1940      | MV Athelcrest            | Royaume-Uni | 6 825   | Coulé                                  | 58° 14′ N, 11° 15′ O | 30    |
| 15 septembre 1940 | SS Alexandros            | Grèce       | 4 343   | Coulé                                  | 56° 18′ N, 16° 18′ O | 5     |
| 15 septembre 1940 | HMS Dundee               | Royaume-Uni | 1 060   | Coulé                                  | 56° 27′ N, 14° 08′ O | 12    |
| 15 septembre 1940 | SS Empire Volunteer      | Royaume-Uni | 5 319   | Coulé                                  | 56° 26′ N, 15° 10′ O | 6     |
| 18 septembre 1940 | SS City of Benares       | Royaume-Uni | 11 081  | Coulé                                  | 56° 26′ N, 21° 09′ O | 260   |
| 18 septembre 1940 | SS Marina                | Royaume-Uni | 5 088   | Coulé                                  | 56° 28′ N, 21° 09′ O | 2     |
| 18 septembre 1940 | SS Magdalena             | Royaume-Uni | 3 118   | Coulé                                  | 57° 12′ N, 20° 10′ O | 31    |
| 21 septembre 1940 | SS Blairangus            | Royaume-Uni | 4 409   | Coulé                                  | 55° 11′ N, 22° 13′ O | 6     |
| 21 septembre 1940 | SS Broompark             | Royaume-Uni | 5 136   | Endommagé                              | 49° 01′ N, 40° 16′ O | 1     |
| 11 octobre 1940   | MV Brandanger            | Norvège     | 4 624   | Coulé                                  | 57° 06′ N, 17° 25′ O | 6     |
| 11 octobre 1940   | SS Port Gisborne         | Royaume-Uni | 8 390   | Coulé                                  | 56° 23′ N, 16° 24′ O | 26    |
| 12 octobre 1940   | MV Davanger              | Norvège     | 7 102   | Coulé                                  | 57° 00′ N, 19° 06′ O | 17    |
| 17 octobre 1940   | MV Languedoc             | Royaume-Uni | 9 512   | Coulé                                  | 59° 08′ N, 17° 31′ O | 0     |
| 17 octobre 1940   | SS Scoresby              | Royaume-Uni | 3 843   | Coulé                                  | 59° 08′ N, 17° 31′ O | 0     |
| 18 octobre 1940   | SS Sandend               | Royaume-Uni | 3 612   | Coulé                                  | 58° 07′ N, 21° 17′ O | 5     |
| 20 octobre 1940   | MV Shirak                | Royaume-Uni | 6 023   | Endommagé par l'U-47, coulé par l'U-48 | 57° 00′ N, 16° 32′ O | 0     |
| 1er février 1941  | SS Nicolaos Angelos      | Grèce       | 4 351   | Coulé                                  | 59° N, 17° O         | Tous  |
| 24 mars 1941      | SS Nailsea Lass          | Royaume-Uni | 4 289   | Coulé                                  | 50° 04′ N, 10° 14′ O | 5     |
| 29 mars 1941      | SS Germanic              | Royaume-Uni | 5 352   | Coulé                                  | 61° 11′ N, 22° 03′ O | 5     |
| 29 mars 1941      | SS Limbourg              | Belgique    | 2 483   | Coulé                                  | 61° 11′ N, 22° 03′ O | 22    |
| 29 mars 1941      | SS Hylton                | Royaume-Uni | 5 197   | Coulé                                  | 60° 12′ N, 18° 06′ O | 0     |
| 2 avril 1941      | SS Beaverdale            | Royaume-Uni | 9 957   | Coulé                                  | 60° 30′ N, 29° 11′ O | 21    |
| 3 juin 1941       | SS Inversuir             | Royaume-Uni | 9 456   | Endommagé par l'U-48, coulé par l'U-75 | 48° 18′ N, 28° 18′ O | 0     |
| 5 juin 1941       | MV Wellfield             | Royaume-Uni | 6 054   | Coulé                                  | 48° 20′ N, 31° 20′ O | 8     |
| 6 juin 1941       | SS Tregathen             | Royaume-Uni | 5 201   | Coulé                                  | 46° 10′ N, 36° 12′ O | 45    |
| 8 juin 1941       | MV Pendrecht             | Pays-Bas    | 10 746  | Coulé                                  | 45° 11′ N, 36° 24′ O | 36    |
| 12 juin 1941      | SS Empire Dew            | Royaume-Uni | 7 005   | Coulé                                  | 51° 05′ N, 30° 10′ O | 23    |